# Ceiba insignis
Ceiba insignis även chorisia är en malvaväxtart som först beskrevs av Carl Sigismund Kunth, och fick sitt nu gällande namn av Peter Edward Gibbs och J. Semir. Ceiba insignis ingår i släktet Ceiba och familjen malvaväxter. Inga underarter finns listade i Catalogue of Life.

## Bildgalleri

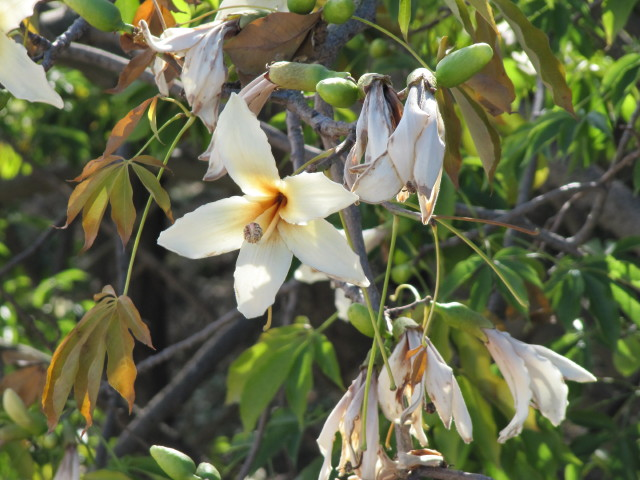
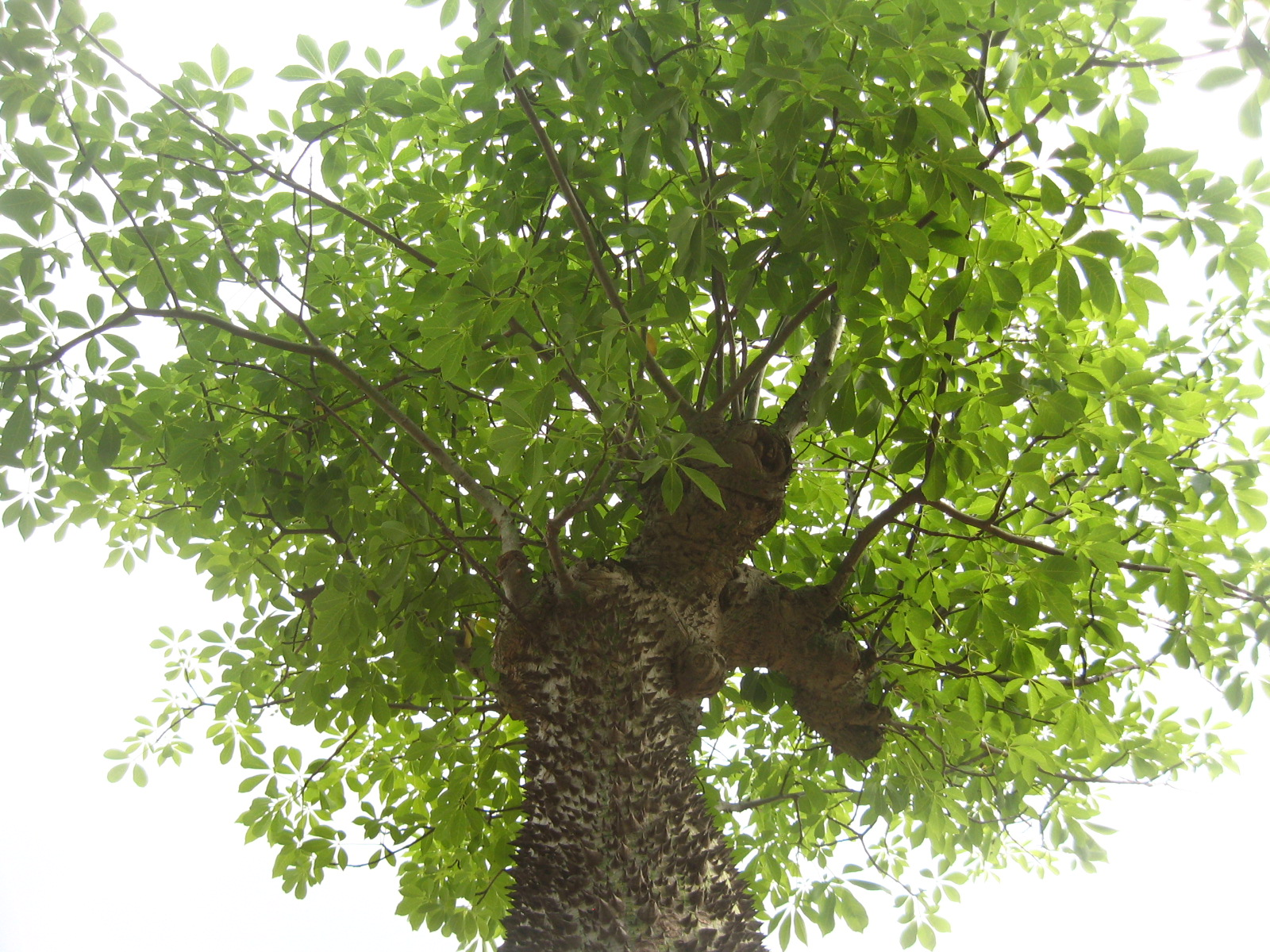
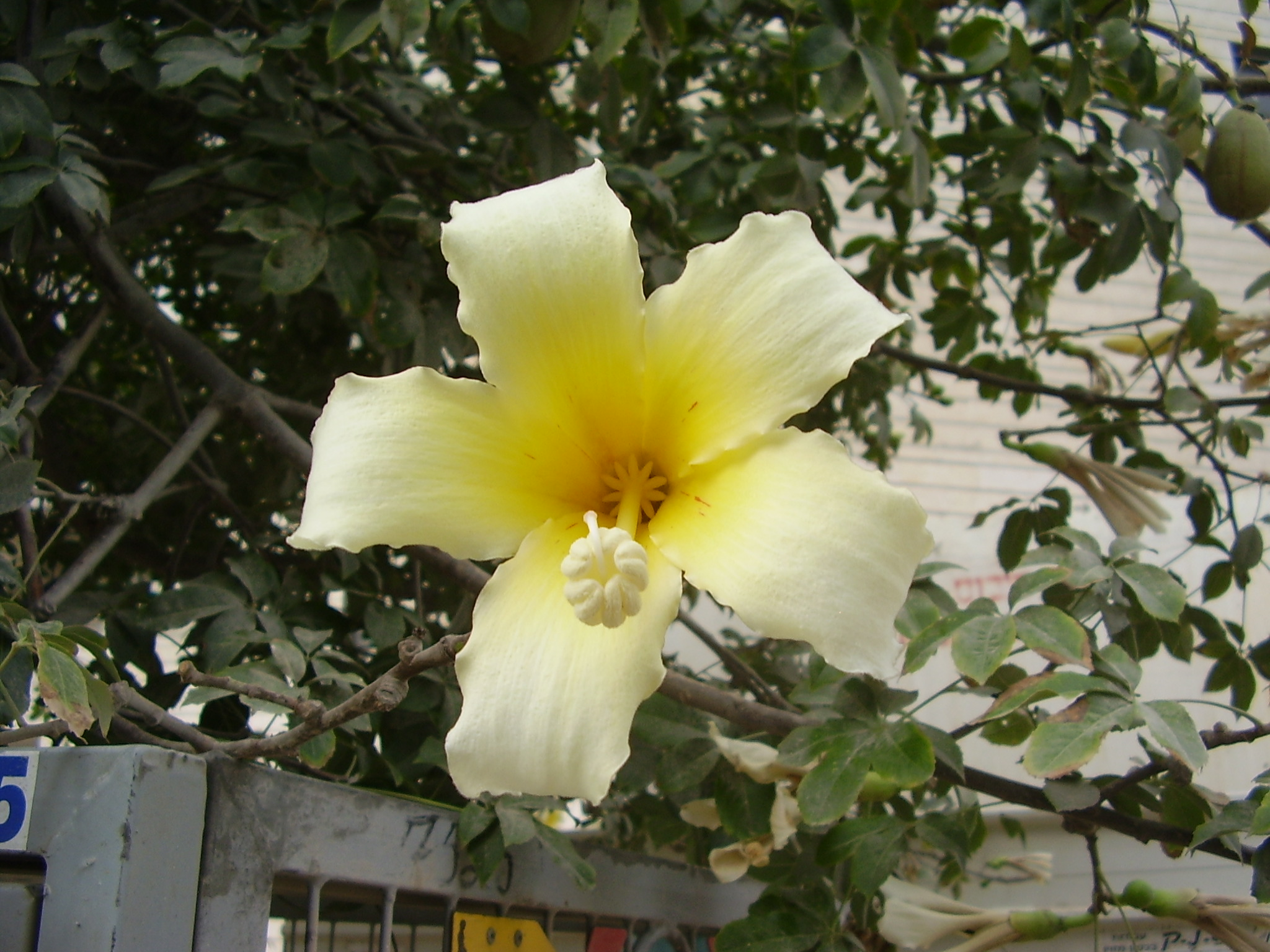
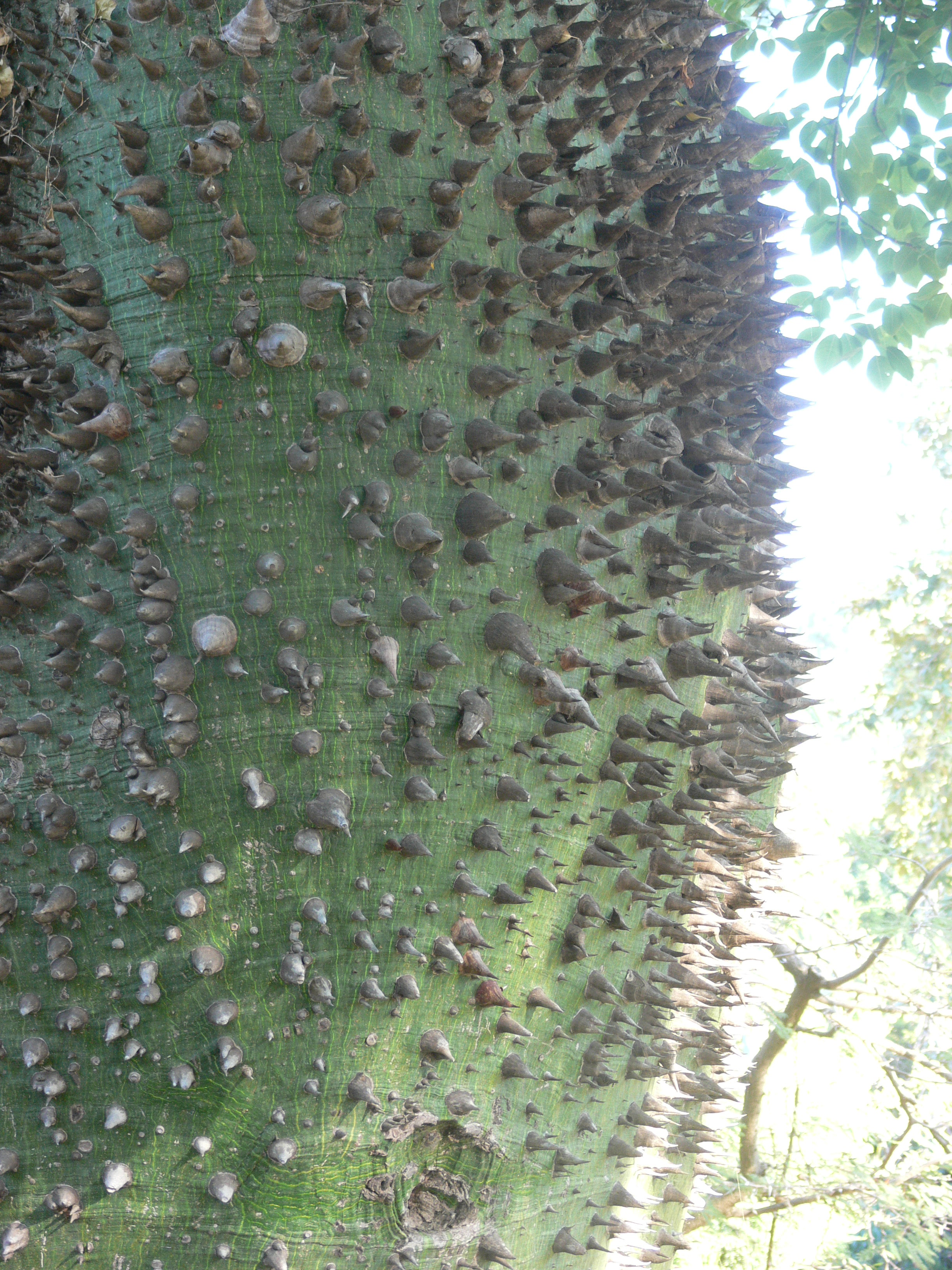
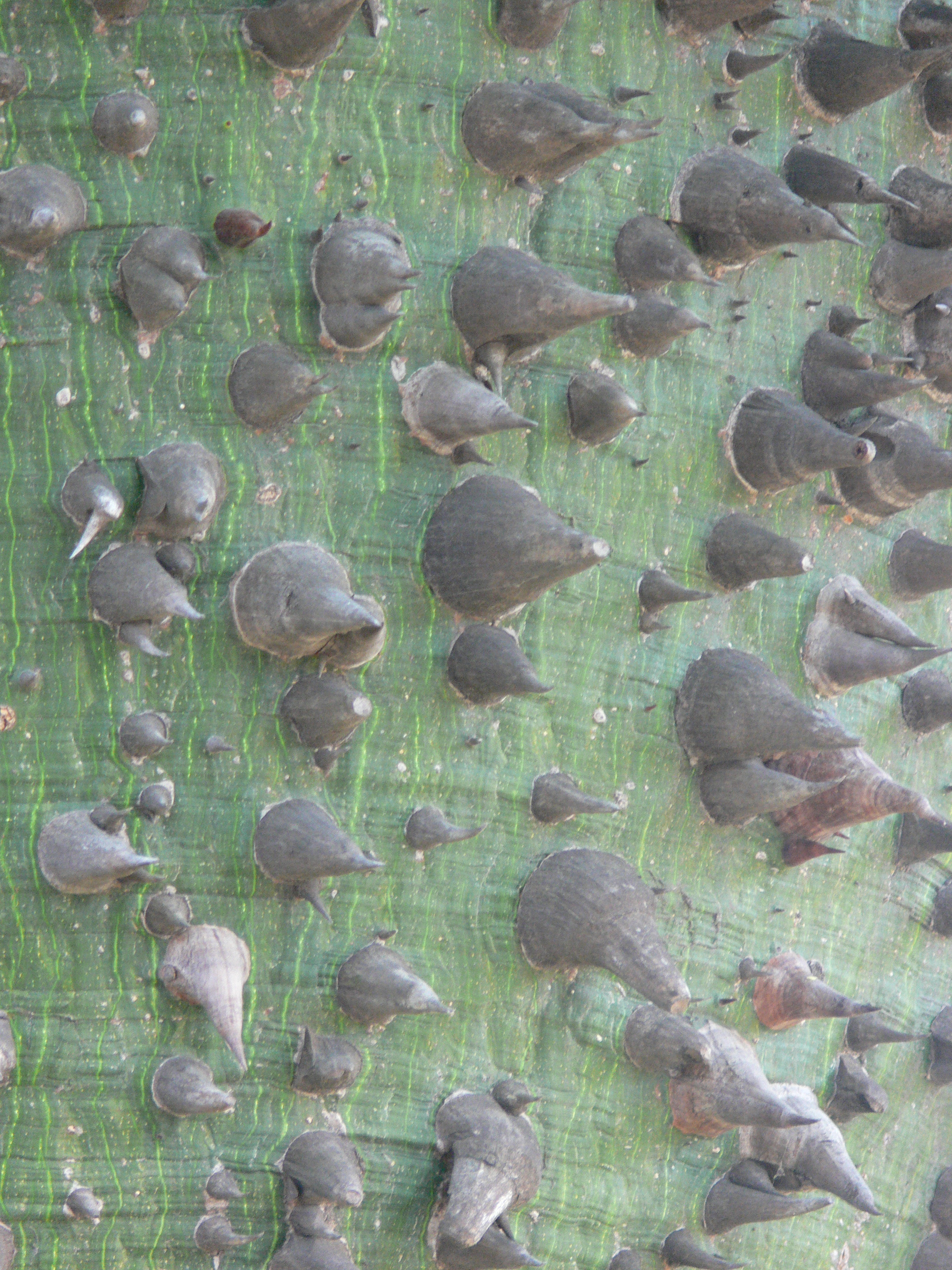
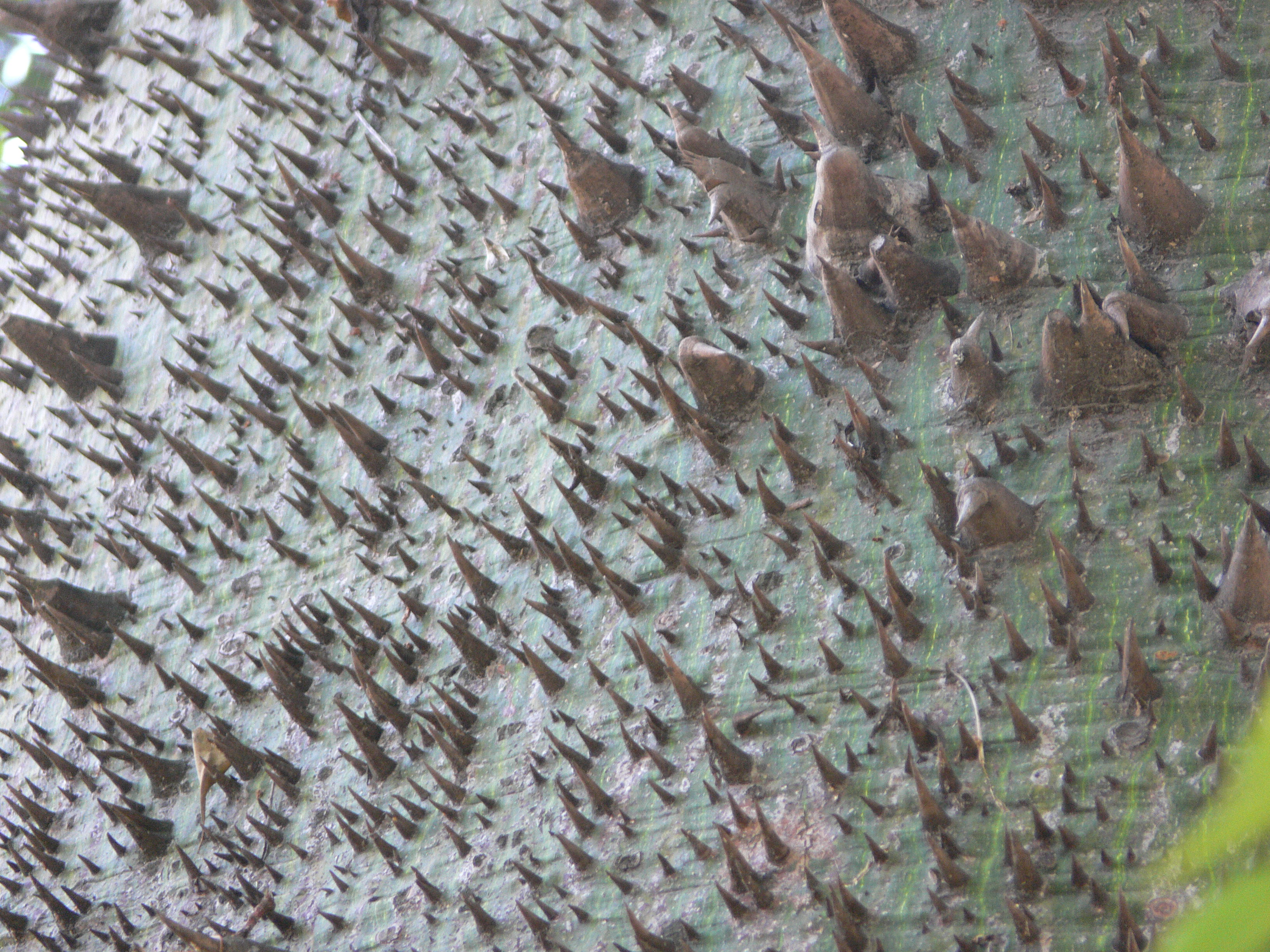